# Natalie Portman
Natalie Portman (eredeti nevén Natalie Hershlag) (Jeruzsálem, 1981. június 9. –) Oscar- és Golden Globe-díjas, izraeli származású amerikai filmszínésznő. Gyermekszínészként kezdte karrierjét a 90-es években, az ezt megelőző években pedig táncolt és modellkedett. Első szerepét a Léon, a profi c. filmben kapta, melyben Jean Reno partnere volt, de az igazi ismertséget az új Csillagok háborúja trilógia hozta meg számára, melyben Padmé Amidala szenátort alakította. Natalie többször is hangoztatta, hogy "…szívesebben vagyok okos, mint híres", ezért a Csillagok háborúja filmek forgatásával egyidőben a Harvard pszichológia szakán tanult; 2003-ban végzett.
2001-ben Csehov A sirály c. darabjában szerepelt, többek között Meryl Streep, Kevin Kline és Philip Seymour Hoffman oldalán. 2005-ben a Közelebb c. filmben nyújtott alakításáért Golden Globe-díjat kapott.
2011-ben a Fekete hattyú c. filmben nyújtott alakításáért Oscar-díjat kapott.

## Családja
1981-ben született Natalie Hershlag néven, az izraeli Jeruzsálemben egy orvos–művész házaspár egyetlen gyermekeként. Édesapja Avner Hershlag termékenységkutató, édesanyja Shelley Stevens. Portman anyai rokonai osztrák és orosz zsidók voltak, apai rokonai Lengyelországban, illetve Romániában éltek, később pedig Izraelbe emigráltak. Apai nagyapjának szülei Auschwitzban haltak meg, romániai születésű dédanyja pedig a britek kémje volt a második világháborúban.
Családja nem sokkal születése után az Egyesült Államokban, többszöri költözködés után New Yorkban telepedett le. Állítása szerint, habár igazán szereti az Egyesült Államokat, mégis Jeruzsálemben érzi igazán otthon magát. Mivel egyedüli gyermek, különösen szoros viszony fűzi őt szüleihez, akik minden premierjén részt vesznek.
2011. június 14-én született meg fia, Aleph. 2012. augusztus 4-én feleségül ment Benjamin Millepied francia koreográfushoz.
2017. február 22-én született meg lánya, Amalia.

## Tanulmányai
Portman nagyon jó tanuló volt az iskolában; végig színjelesre teljesített. "A tudományok, az irodalom vagy a nyelvek számomra sokkal izgalmasabbak, és sosem érdekelt, hogy az egyetem választása esetleg kerékbe töri a karriert. Inkább leszek okos, mint filmsztár!", mondta egyszer egy interjúban. Habár elmondása szerint szülei nem voltak vallásosak, mégis egy New York-i zsidó általános iskolába járt. Középiskolai tanulmányait a Syosset Középiskolában végezte. Portman nem tudott elmenni a Csillagok háborúja I: Baljós árnyak bemutatójára, mivel középiskolai záróvizsgáira készült. Középiskola után beiratkozott a Harvardra, ahol pszichológiát tanult, de hallgatott emellett történelmet, filozófiát és teológiát is. 2003 júniusában diplomázott. A Harvardon a Lowell-ház tagja volt, és egyik alkalommal egy cikket írt a Harvard Crimsonba (iskolaújság), egy antiizraeli írásra reagálva. Portman az egyik harvardi professzor asszisztense volt, és (Natalie Hershlag néven) társszerzője volt egy neuropszichológiai cikknek, aminek köszönhetően Erdős-száma 5. 2006 márciusában vendégelőadó volt a Columbia Egyetemen, ahol a terrorizmusról tartott előadást, a V mint vérbosszú c. filmje kapcsán. Angol nyelven és héberül folyékonyan beszél, franciául, japánul és németül bizonyos fokig. Nemrég arabul kezdett tanulni.

## Személyes meggyőződés és jótékonyság
Portman 8 éves kora óta vegetáriánus és az állatok jogainak szószólója. Nem eszik állati eredetű ételt, és nem visel sem szőrmét, sem tollat, sem bőrt. 2007-ben Portman piacra dobta saját tervezésű cipőit, amelyeket alternatív természetes anyagokból készítenek. A bevételt teljes egészében jótékony célra fordítja, mellyel többek között az állatvédőknek próbál segíteni. Szintén 2007-ben egy hegyi gorillákért folytatott kampány keretében Portman Ruandába utazott, hogy dokumentumfilmet forgasson egy stábbal a gorillákról. A természetfilmet az Animal Planet nevű csatorna sugározta. A munka során Portmannek alkalma nyílt arra, hogy az egyik példányt saját maga nevezze el. Portman a Gukina nevet adta az egyik kisgorillának, ami azt jelenti: játszani.
Portman nagyon sok felé adakozik, de nem a hagyományos értelemben. "Azt az elvet vallom, hogy ne enni adj annak, aki éhes, hanem tanítsd meg halászni." Portman a FINCA – Foundation for International Community Assistance-ot támogatja adományaival. A szervezet egészen új, speciális módon támogatja a szegényeket: kezdőtőkét biztosít számukra, hogy utána saját kisvállalkozásuk segítségével, a maguk erejéből állhassanak talpra. 2007-ben Portman ellátogatott olyan egyetemekre, mint például a Harvard Egyetem, a UCLA, a UC Berkeley, a Stanford, Princeton, New York Egyetem és a Columbia Egyetem. Beszédében arra biztatta a fiatalokat, hogy csatlakozzanak a Village Banking Campaign-hoz, és adományaikkal támogassák a rászoruló családokat és közösségeket.

## Színészi pályafutása

### Kezdetek
Portman 4 éves korában kezdett el táncolni. 10 éves volt, amikor egy ügynök felfigyelt rá, és modellmunkákat ajánlott neki. Később azonban rádöbbent, hogy a színészet sokkal inkább érdekli, mint a modellkedés. Egy interjú során, Portman azt nyilatkozta: "…különböztem a többi gyerektől. Sokkal ambiciózusabb voltam és tudtam, hogy mit akarok elérni, épp ezért nagyon keményen dolgoztam. Nagyon komoly gyermek voltam." Portman az iskolai szünidők alatt színházi táborokban vett részt, és olyan darabokban játszott, mint például a Kabaré vagy a Szentivánéji álom. 1994-ben Jean Reno oldalán megkapta Mathilda szerepét a Léon, a profi című filmben. A nagyközönség ekkor figyelt fel rá, és a kritikusok is elismerően nyilatkoztak tehetségéről. Portman ekkor vette fel nagyanyja leánykori nevét, és a továbbiakban ezen a néven szerepelt a filmekben. Minderre azért volt szükség, mert meg akarta óvni a saját maga és családja életét a sajtó tolakodó kíváncsiskodásától.

### 1995–1999
A 90-es évek közepétől kezdve Portman előtt nyitva állt a nagyvilág; olyan filmekben szerepelt, mint például a Szemtől szemben, a Gyönyörű lányok, a Varázsige: I Love You és a Támad a Mars!. Emellett ő volt az első, akit felkértek a William Shakespeare Rómeó és Júlia c. drámájából készült film, a Rómeó+Júlia főszerepére, de ezt elutasította, mert a szerelmi jelenetek, valamint a közte és Leonardo DiCaprio közti korkülönbség elrettentette. Ezek után a Lolita szerepét nem vállalta el, a Jégvihart túl komornak találta. 1997-ben Portman az Anne Frank naplójából készült Broadway-adaptációban alakította a címszereplőt. A Mindenütt jó c. film főszerepét is le akarta mondani, mert nem volt hajlandó meztelenül a kamerák elé állni, de miután átírták a forgatókönyvet, mégis leforgatta a filmet. Az ebben a filmben nyújtott alakításáért Golden Globe-díjra is jelölték. A 90-es évek vége felé George Lucas Luke Skywalker és Leia hercegnő édesanyjának szerepét kínálta fel a számára az eredeti Star Wars-trilógia cselekményét megelőző részekben. Portmant ez az alakítása tette igazán ismertté. Az új trilógia első részét 1999–ben mutatták be. Ezek után nem sokkal egy leányanya szerepét alakította az Ahol a szív lakik c. filmben.

### 2000–2005
Az Ahol a szív lakik c. film után Portman beiratkozott a Harvard Egyetemre, pszichológia szakra. Egy 1999-es interjújában megjegyezte, hogy a Star Wars filmeket leszámítva nem szeretne semmilyen filmben szerepelni, mert az elkövetkező években a tanulásra szeretne koncentrálni. 2000 júniusától szeptemberig a Csillagok háborúja II: A klónok támadása c. epizódot kezdte el forgatni. 2001 júliusában Csehov Sirály c. darabjában alakította Nyina szerepét, és olyan színészekkel játszott együtt, mint Meryl Streep, Kevin Kline és Philip Seymour Hoffman. Ugyanebben az évben Zoolander – A trendkívüli c. filmben tűnt fel cameo szerepben, sok más hírességgel együtt. 2002–ben Portman egy kis szerepet kapott a Hideghegy c. filmben Jude Law és Nicole Kidman oldalán.
2004–ben olyan filmekben tűnt fel, mint a Garden State vagy a Közelebb. Az utóbbi filmben nyújtott alakításáért Golden Globe-díjat kapott. Ugyanezért a szerepért Oscarra is felterjesztették legjobb női mellékszereplő kategóriában, de a díjat abban az évben Cate Blanchett vihette el.
2005–ben a Csillagok háborúja III: A Sith-ek bosszúja c. filmben utoljára öltötte magára Padmé Amidala szerepét. Nem sokkal a bemutató (május 19.) előtt leborotváltatta a haját a V mint vérbosszú című film főszerepének kedvéért. Ebben Hugo Weaving oldalán egy fiatal lányt játszott, aki egy alternatív jövőben, véletlenül keveredik bele a fenyegető brit diktatúra ellen szőtt konspirációba. 2005-ben Portman a Free Zone, illetve a Goya kísértetei c. filmekben tűnt fel. Ez utóbbit 2006-ban mutatták be.

### 2006–napjainkig
2006–ban Portman részt vett a Berlini Nemzetközi Filmfesztiválon a V mint vérbosszú c. film kapcsán. Ebben a filmben Evey Hammondot alakította, akit a titokzatos V megment a diktatúrát kiszolgáló rendőrségtől. A szerep kedvéért Portmannak el kellett sajátítania a brit akcentust (a történet Angliában játszódik), és le kellett borotváltatnia a haját. 2006 áprilisában a Mr. Magorium's Wonder Emporium c. gyerekeknek szóló filmet kezdte el forgatni Dustin Hoffman-nal. Elmondása szerint rendkívül izgalmas feladat volt számára, hogy gyerekekkel dolgozhatott együtt. 2006 végén elkezdődtek a A másik Boleyn lány c. film forgatási munkálatai, melyben Portman Boleyn Anna szerepét kapta meg, noha először Mary szerepét kínálták fel neki. A Marie Claire Magazinnak úgy nyilatkozott: "Anna sokkal jobban izgatott, mint a kiszámítható, egyenes Mary. Nagyobb kihívásnak éreztem ezt az elvetemült, bonyolult, romlott embert eljátszani, mert én nem ilyen vagyok."
Szintén 2006-ban, Portman Wong Kar-wai My Blueberry Nights – A távolság íze c. filmjében szerepelt. Ebben egy bájos szélhámost, Leslie karakterét alakította. Emellett egy kisebb szerepet kapott A Simpson család 18. évadjában, melyben Bart Simpson barátnőjének, Darcynak kölcsönözte a hangját. 2007-ben Wes Anderson rövidfilmjében, a Hotel Chevalierben tűnt fel, melyben először vállalt el egy meztelen jelenetet. 2008-ban Portman lett a 61. cannes-i filmfesztivál legfiatalabb zsűritagja.
2008-ban 27 évesen debütált elsőfilmes rendezőként az Eve c. rövidfilmjével a Velencei Filmfesztiválon.
2009-ben Tobey Maguire és Jake Gyllenhaal mellett játszott a Testvérek c. drámában, mely a Susanne Bier által rendezett 2004-es Brødre (Testvéred feleségét…) című dán film remake-je.
2010-ben egy veterán balerinát alakított Darren Aronofsky Fekete hattyú c. filmjében. Ahhoz, hogy felkészüljön a szerepre, hat hónapon keresztül napi 5-8 órás táncoktatáson vett részt, és leadott 10 kilót. 2011. január 16-án ezért a szerepért a legjobb színésznő kategóriában nyert a Golden Globe-díj-átadón. 2011. február 27-én, ugyanezen szerepéért a legjobb női főszereplő kategóriában nyert Oscar-díjat.

## Filmográfia

### Film

#### Rendező, író és producer
| Év   | Magyar cím                          | Eredeti cím                        | Feladatkör | Feladatkör | Feladatkör | Megjegyzések               |
| Év   | Magyar cím                          | Eredeti cím                        | Rendező    | Író        | Producer   | Megjegyzések               |
| ---- | ----------------------------------- | ---------------------------------- | ---------- | ---------- | ---------- | -------------------------- |
| 2008 |                                     | Eve                                | Igen       | Igen       | Nem        | rövidfilm                  |
| 2009 | Szeretlek, New York                 | New York, I Love You               | Igen       | Igen       | Nem        | "Natalie Portman" szegmens |
| 2009 | A másik nő                          | Love and Other Impossible Pursuits | Nem        | Nem        | Vezető     |                            |
| 2010 | Hesher                              | Hesher                             | Nem        | Nem        | Igen       |                            |
| 2011 | Csak szexre kellesz                 | No Strings Attached                | Nem        | Nem        | Vezető     |                            |
| 2015 | Szeretetről, sötétségről            | A Tale of Love and Darkness        | Igen       | Igen       | Nem        |                            |
| 2015 |                                     | The Seventh Fire                   | Nem        | Nem        | Vezető     | dokumentumfilm             |
| 2015 | Jane a célkeresztben                | Jane Got a Gun                     | Nem        | Nem        | Igen       |                            |
| 2016 | Büszkeség és balítélet meg a zombik | Pride and Prejudice and Zombies    | Nem        | Nem        | Igen       |                            |
| 2017 |                                     | Eating Animals                     | Nem        | Nem        | Igen       | dokumentumfilm             |
| 2018 | Vox Lux                             | Vox Lux                            | Nem        | Nem        | Vezető     |                            |
| 2023 | Egy botrány részletei               | May December                       | Nem        | Nem        | Igen       |                            |

#### Színész
| Év   | Magyar cím                               | Eredeti cím                                | Szerep                        | Magyar hang     | Rendező              |
| ---- | ---------------------------------------- | ------------------------------------------ | ----------------------------- | --------------- | -------------------- |
| 1994 | Léon, a profi                            | Léon                                       | Mathilda                      | Vadász Bea      | Luc Besson           |
| 1995 | Szemtől szemben                          | Heat                                       | Lauren Gustafson              | Simonyi Piroska | Michael Mann         |
| 1996 | Gyönyörű lányok                          | Beautiful Girls                            | Marty                         | Molnár Ilona    | Ted Demme            |
| 1996 | A varázsige: I love you                  | Everyone Says I Love You                   | Laura Dandridge               | Csondor Kata    | Woody Allen          |
| 1996 | Támad a Mars!                            | Mars Attacks!                              | Taffy Dale                    | Simonyi Piroska | Tim Burton           |
| 1999 | Star Wars I. rész – Baljós árnyak        | Star Wars Episode I: The Phantom Menace    | Padmé Amidala                 | Zsigmond Tamara | George Lucas (1.)    |
| 1999 | Mindenütt jó                             | Anywhere but Here                          | Ann August                    | Zsigmond Tamara | Wayne Wang           |
| 2000 | Ahol a szív lakik                        | Where the Heart Is                         | Novalee Nation                | Zsigmond Tamara | Matt Williams        |
| 2001 | Zoolander, a trendkívüli                 | Zoolander                                  | önmaga (cameo)                |                 | Ben Stiller          |
| 2002 | Star Wars II. rész – A klónok támadása   | Star Wars Episode II: Attack of the Clones | Padmé Amidala                 | Zsigmond Tamara | George Lucas (2.)    |
| 2003 | Hideghegy                                | Cold Mountain                              | Sara                          | Juhász Réka     | Anthony Minghella    |
| 2004 | A régi környék                           | Garden State                               | Samantha                      | Kovács Patrícia | Zach Braff           |
| 2004 | Közelebb                                 | Closer                                     | Alice Ayres / Jane Jones      | Zsigmond Tamara | Mike Nichols         |
| 2005 | Star Wars III. rész – A Sith-ek bosszúja | Star Wars Episode III: Revenge of the Sith | Padmé Amidala                 | Zsigmond Tamara | George Lucas (3.)    |
| 2005 |                                          | Free Zone                                  | Rebecca                       |                 | Amos Gitai           |
| 2005 | V mint vérbosszú                         | V for Vendetta                             | Eve Hammond                   | Zsigmond Tamara | James McTeigue       |
| 2006 | Párizs, szeretlek!                       | Paris, je t'aime                           | Francine                      | Zsigmond Tamara | Tom Tykwer           |
| 2006 | Goya kísértetei                          | Goya's Ghosts                              | Ines Bilbatua / Alicia        | Major Melinda   | Miloš Forman         |
| 2007 | My Blueberry Nights – A távolság íze     | My Blueberry Nights                        | Leslie                        | Zsigmond Tamara | Vóng Ká-vaj          |
| 2007 | Utazás Darjeelingbe                      | The Darjeeling Limited                     | Jack exbarátnője              | nem szólal meg  | Wes Anderson         |
| 2007 | Mr. Magorium meseboltja                  | Mr. Magorium's Wonder Emporium             | Molly Mahoney                 | Zsigmond Tamara | Zach Helm            |
| 2008 | A másik Boleyn lány                      | The Other Boleyn Girl                      | Boleyn Anna                   | Zsigmond Tamara | Justin Chadwick      |
| 2009 | A másik nő                               | Love and Other Impossible Pursuits         | Emilia Greenleaf              | Zsigmond Tamara | Don Roos             |
| 2009 | Szeretlek, New York                      | New York, I Love You                       | Rifka                         | Zsigmond Tamara | Mira Nair            |
| 2009 | Testvérek                                | Brothers                                   | Grace Cahill                  | Zsigmond Tamara | Jim Sheridan         |
| 2010 | Hesher                                   | Hesher                                     | Nicole                        | Zsigmond Tamara | Spencer Susser       |
| 2010 | Fekete hattyú                            | Black Swan                                 | Nina Sayers                   | Zsigmond Tamara | Darren Aronofsky     |
| 2011 | Csak szexre kellesz                      | No Strings Attached                        | Emma Franklin                 | Zsigmond Tamara | Ivan Reitman         |
| 2011 | Király!                                  | Your Highness                              | Isabel                        | Zsigmond Tamara | David Gordon Green   |
| 2011 | Thor                                     | Thor                                       | Jane Foster                   | Zsigmond Tamara | Kenneth Branagh      |
| 2013 | Thor: Sötét világ                        | Thor: The Dark World                       | Jane Foster                   | Zsigmond Tamara | Alan Taylor          |
| 2015 | Kupák lovagja                            | Knight of Cups                             | Elizabeth                     | Zsigmond Tamara | Terrence Malick (1.) |
| 2015 | Szeretetről, sötétségről                 | A Tale of Love and Darkness                | Fania Klausner                | Zsigmond Tamara | Natalie Portman      |
| 2015 | Jane a célkeresztben                     | Jane Got a Gun                             | Jane Hammond                  | Zsigmond Tamara | Gavin O'Connor       |
| 2016 | Jackie                                   | Jackie                                     | Jacqueline Kennedy            | Zsigmond Tamara | Pablo Larraín        |
| 2016 | Planetárium                              | Planetarium                                | Laura Barlow                  |                 | Rebecca Zlotowski    |
| 2017 | Daltól dalig                             | Song to Song                               | Rhonda                        | Zsigmond Tamara | Terrence Malick (2.) |
| 2018 | Expedíció                                | Annihilation                               | Lena                          |                 | Alex Garland         |
| 2018 | Vox Lux                                  | Vox Lux                                    | Celeste Montgomery            | Zsigmond Tamara | Brady Corbet         |
| 2018 | John F. Donovan halála és élete          | The Death & Life of John F. Donovan        | Sam Turner                    |                 | Xavier Dolan         |
| 2019 | Bosszúállók: Végjáték                    | Avengers: Endgame                          | Jane Foster (archív felvétel) | Zsigmond Tamara | Anthony és Joe Russo |
| 2019 | Lucy az égben                            | Lucy in the Sky                            | Lucy Cola                     |                 | Noah Hawley          |
| 2022 | Thor: Szerelem és mennydörgés            | Thor: Love and Thunder                     | Jane Foster / Mighty Thor     | Zsigmond Tamara | Taika Waititi        |
| 2023 | Egy botrány részletei                    | May December                               | Elizabeth Berry               | Zsigmond Tamara | Todd Haynes          |
| 2025 | Az ifjúság forrása                       | Fountain of Youth                          | Charlotte Purdue              |                 | Guy Ritchie          |

Egyéb filmek
| Év   | Cím                                    | Szerep           | Megjegyzések                     | Rendező             |
| ---- | -------------------------------------- | ---------------- | -------------------------------- | ------------------- |
| 2010 | I'm Still Here                         | önmaga (cameo)   | áldokumentumfilm                 | Casey Affleck       |
| 2013 | Illusions & Mirrors                    | fiatal nő        | rövidfilm                        | Shirin Neshat       |
| 2014 | Hotel Chevalier                        | Jack exbarátnője | rövidfilm                        | Wes Anderson        |
| 2015 | The Heyday of the Insensitive Bastards | Laura            | antológiafilm (Lacunae szegmens) | Vanita Shastry      |
| 2018 | Dolphin Reef                           | narrátor         | dokumentumfilm                   | Alastair Fothergill |
| 2018 | Dolphin Reef                           | narrátor         | dokumentumfilm                   | Keith Scholey       |

### Televízió
| Év         | Magyar cím                        | Eredeti cím                               | Szerep               | Megjegyzések                                  |
| ---------- | --------------------------------- | ----------------------------------------- | -------------------- | --------------------------------------------- |
| 2003–2004  | Szezám utca                       | Sesame Street                             | önmaga               | 2 epizód                                      |
| 2004       |                                   | Hitler's Pawn: The Margaret Lambert Story | narrátor             | dokumentumfilm                                |
| 2006, 2018 | Saturday Night Live               | Saturday Night Live                       | házigazda            | 2 epizód                                      |
| 2006       | Az örmény népirtás                | The Armenian Genocide                     | narrátor             | dokumentumfilm                                |
| 2007–2012  | A Simpson család                  | The Simpsons                              | Darcy (hangja)       | 2 epizód                                      |
| 2017       | Angie Tribeca – A törvény nemében | Angie Tribeca                             | Christina Craft      | 1 epizód                                      |
| 2021       | Mi lenne, ha…?                    | What If...?                               | Jane Foster (hangja) | - 1 epizód - magyar hangja: - Zsigmond Tamara |
| 2021       |                                   | Bluey                                     | narrátor (hangja)    | 1 epizód                                      |
| 2025       | Nő a tóban                        | Lady in the Lake                          | Maddie Schwartz      | 7 epizód                                      |

### Színház
- Kegyetlen! (1994)
- Anna Frank naplója (1999)
- A sirály (2001)

## Díjak, jelölések

### Díjak
- 2002 – Teen Choice-díj, Legjobb filmszínésznő: dráma, akció, kaland kategória: Csillagok háborúja II: A klónok támadása
- 2005 – Golden Globe-díj, Legjobb női mellékszereplő: Közelebb
- 2005 – San Diego Filmkritikusok Díja a legjobb női mellékszereplőnek: Közelebb
- 2007 – Szaturnusz-díj, Legjobb színésznő: V mint vérbosszú
- 2011 – Szaturnusz-díj, Legjobb színésznő: Fekete hattyú
- 2011 – Golden Globe-díj, Legjobb drámai színésznő: Fekete hattyú
- 2011 – BAFTA-díj, Legjobb színésznő: Fekete hattyú
- 2011 – Oscar-díj, Legjobb női főszereplő: Fekete hattyú

### Jelölések
- 2000 – Golden Globe-díj, Legjobb női mellékszereplő: Mindenütt jó
- 2000 – Teen Choice-díj, Legjobb filmszínésznő kategória: Ahol a szív lakik
- 2000 – Szaturnusz-díj, Legjobb fiatal színésznő kategória: Csillagok háborúja I: Baljós árnyak
- 2000 – Arany Málna díj, Legrosszabb páros: Csillagok háborúja I: Baljós árnyak
- 2003 – Szaturnusz-díj, Legjobb színésznő kategória: Csillagok háborúja II: A klónok támadása
- 2003 – Arany Málna díj, Legrosszabb női epizódszereplő: Csillagok háborúja II: A klónok támadása
- 2003 – Arany Málna díj, Legrosszabb páros: Csillagok háborúja II: A klónok támadása
- 2005 – BAFTA-díj, Legjobb női mellékszereplő: Közelebb
- 2005 – Oscar-díj, Legjobb női mellékszereplő: Közelebb
- 2006 – Teen Choice-díj, Legjobb filmszínésznő: dráma, akció, kaland kategória: V mint vérbosszú
- 2007 – Szaturnusz-díj, Legjobb színésznő: Csillagok háborúja III: A Sith-ek bosszúja
- 2010 – Szaturnusz-díj, Legjobb színésznő: Testvérek
- 2017 – Golden Globe-díj, Legjobb drámai színésznő: Jackie
- 2017 – BAFTA-díj, Legjobb női főszereplő: Jackie
- 2017 – Oscar-díj, Legjobb női főszereplő: Jackie
- 2021 – Szaturnusz-díj, Legjobb színésznő: Lucy az égben
- 2024 – Golden Globe-díj, Legjobb vígjáték színésznő: May December